# Автошлях Транс-Капріві

Автошлях Транс-Капріві на мапі Намібії позначено зеленим

Автошлях Транс-Капріві — відкрито в 1999 році, прямує від Рунду, на північному сході Намібії, вздовж смуги Капріві до Катіма-Муліло на річці Замбезі, яка утворює кордон між Намібією і Замбією. Міст Катіма-Муліло перетинає річку і сполучає з містом Сешеке, звідки модернізована асфальтова дорога прямує до Марамба, де з'єднується з Автошлях Лусака —Лівінгстон, також має сполучення з Мідним поясом.
Автошлях Транс-Капріві, складова торгового шляху від Волфіш-Бей до кордону із Замбією (та сусідніми країнами, такі як ДР Конго, Малаві та Зімбабве). Прикладом функціонування коридору як торгового шляху є те, що вантажівки перевозять концентрат мідної руди з копальні «Дікулуші» на південному сході ДР Конго через Замбію і далі по шосе Транс-Капріві до мідеплавильного заводу у Цумебі, Намібія. Рафінована мідь потім експортується з портів Намібії.

## Опис
Весь коридор Транс-Капріві охоплює дорожню мережу приблизно завдовжки 2600 км.

### Намібія
Коридор Транс-Капріві має довжину близько 1390 км у Намібії.
- Шосе B2 — між Порт Волфіш-Бей[de] і Карібіб[en]
- Головна дорога C33[de] — між Карібіб і Очиваронго
- Шосе B1 — між Очиваронго і Отаві
- Шосе B8 — між Отаві і мостом Катіма-Муліло

### Замбія
У Замбії коридор довжиною близько 1160 км.
- Т1 — кордон з Намібією до Лусаки
- Т2 — Ндола до Лусаки
- Т3 — кордон з Демократичною Республікою Конго до Ндоли

### Демократична Республіка Конго
У Демократичній Республіці Конго коридор Транс-Капріві має довжину близько 100 км і веде від Лубумбаші на N1 до Касумбалеса і до кордону з Замбією.